# Willie Colón
William Anthony Colón (El Bronx, Nueva York, 28 de abril de 1950), más conocido como Willie Colón, es un cantautor y trombonista estadounidense.
Fue parte de los dúos Willie Colón & Héctor Lavoe y Willie Colón & Rubén Blades y es considerado por algunos como el arquitecto de la salsa urbana, desde sus comienzos se asoció al músico intrépido que se abrió un espacio entre los grandes nombres de la música caribeña en el complejo mundo de Nueva York de los años 1960, dominado por grandes orquestas como la de Tito Puente, Eddie Palmieri, Charlie Palmieri, Ray Barreto, Machito, Tito Rodríguez y otras que interpretaban el jazz afro-cubano.

## Biografía
Willie Colón nació el 28 de abril de 1950 en la ciudad de Nueva York pero criado en Puerto Rico. Sus padres eran puertorriqueños, pero fue criado por su abuela y su tía, quienes desde pequeño lo nutrieron de música tradicional puertorriqueña y de los ritmos típicos del repertorio latinoamericano como el son cubano y el tango. A los 11 años mostró predisposición por los instrumentos de viento, iniciándose en el clarinete; posteriormente pasó a la trompeta, y finalmente el trombón, que fue el que lo consagró. Se ha dicho que cambió la trompeta por el trombón al oír a Mon Rivera en su interpretación de la bomba y la plena, siendo su referencia Barry Rogers.
Desde muy temprano aprendió a discernir entre las imágenes y adjetivaciones discriminatorias y despectivas que se vertían sobre la comunidad latina y la cruda realidad de los inmigrantes en la “Gran manzana”. De esta forma convirtió su trabajo artístico en un testimonio social vestido de sonoridad, cuyas letras narraron las incidencias de la marginalidad, el prejuicio y el desamparo de los inmigrantes. Su entrada al mundo del disco fue uno de los momentos más significativos de la música salsa, en tanto fue el punto de partida más impactante que desarrollaría la nueva expresión salsera, en un intento por homogeneizar los trabajos que desde hacía varios años se realizaban en el mundo latino de Nueva York, como parte de una nueva propuesta sonora.
Aunque se le acusó de ser un músico estridente e inarmónico, era visto como un músico extraño y poco experimentado. Se autoapodó "el malo" y luego haría de este apodo junto con Héctor Lavoe una especie de sátira hacia la mafia, que se expresó en las portadas de sus discos que referenciaban en forma jocosa e irónica a los personajes del bajo mundo, perseguidos por la justicia. Hizo su primera grabación en 1967 para el sello Futura, de Al Santiago, pero tuvo mala suerte, ya que el sello cerró.

## Trayectoria musical

El 12 de julio de 2018 Willie Colón fue el primer artista latino en tocar en la Sala Le Bataclan después del ataque terrorista de 2015.

### 1967-1974: Dúo con Héctor Lavoe
Con 17 años, se integró al grupo de artistas que formaron el sello discográfico liderado y creado por Jerry Masucci y Johnny Pacheco: Fania Records; que fue en gran parte responsable de la nueva propuesta sonora que se produjo en el mundo latino de la ciudad de New York, que posteriormente se denominaría “Salsa”.
En 1965 publicó bajo el sello Futura Records su primer sencillo, el cual contenía los temas "Fuego al barrio" y "Se baila mejor", interpretados por Tony Vázquez y producidos por Al Santiago.
Su primer álbum estaba propuesto para ser cantado por Tony Vázquez, que no fue del agrado de los productores de Fania Records, por lo que Pacheco sugirió a Héctor Lavoe, que tenía cierta experiencia y versatilidad.
Este binomio produciría entre 1967 y 1973 un total de nueve álbumes de estudio y se constituyó en la banda más impactante de la escena, a partir del cual se homogeneizó la propuesta musical salsera. Willie Colón armonizó las tendencias musicales del mundo anglosajón (jazz, rock, funk, soul, r&b) con la vieja escuela latina del son cubano, el chachachá, el mambo y la guaracha, añadiendo la nostalgia del sonido tradicional puertorriqueño, inscrito en la música jíbara, la bomba y la plena.
Sus dos primeros álbumes titulados: El Malo 1967 y The Hustler 1968 son considerados clásicos, ya que su propuesta estaba imbuida en los ritmos de la época pero con un sonido donde estaba emergiendo una nueva propuesta que pugnaba por diferenciarse del boogaloo, el jala jala y el mambo y se adentraba a ritmos más tradicionales y típicos. La amalgama de guaguancó, Mozambique y bomba fue muy criticada por líderes de orquestas consagradas, sin embargo Willie Colón y otros músicos jóvenes no solo probaron ser buenos en términos musicales sino también en la venta de álbumes y lograron excelentes dividendos para la empresa discográfica, considerando, que se trataba de un artista completamente nuevo y desconocido.
El álbum Guisando publicado en 1969 constituye el tercer trabajo de la dupla Colón-Lavoe quienes se alejan de las propuestas impuestas por las grandes bandas y perfilan un sonido propio. El álbum propuso un estilo rebelde, agresivo e irreverente de hacer música que se percibe en el olor de basura del gueto, el aroma arrebatador de la marihuana y los anhelos de felicidad de la diáspora boricua discriminada en la Babel de Hierro. Sus letras abordan con humor historias de carteristas o ladrones y enfocan temas como la envidia, el chisme, la maldad y la santería. Entre los temas destacados están: “Te están buscando”, “Guisando” y “No me den candela”. El álbum está considerado como el primer disco de salsa de la pareja. Este álbum fue el último en el que participa Mark Dimond como pianista de la banda.
“Cosa Nuestra” a finales de 1969, marca la consolidación de Willie Colón como una de las mejores bandas de la escena latina de Nueva York y el cenit de los trabajos realizados hasta ese momento. El tema "Che Che Colé" donde se fusiona la bomba y el oriza con vestigios del 6/8 africano, fue un éxito que le abrió las puertas de Panamá, Francia, Perú, Venezuela y Colombia. Este álbum marca la aparición de músicos connotados que serìan habituales en las sucesivas bandas del artista: el profesor Joe Torres al piano, Milton Cardona en congas y José Mangual Jr. al bongo. La temática del álbum sale del campo para adentrarse a la ciudad y el cantante Héctor Lavoe hace gala de vocalizaciones afinadas, sabrosas y sentimentales. Otras canciones destacadas fueron: “Te conozco”, "Juana Peña", “Tú no puedes conmigo”, “Sangrigorda” y el bolero “Ausencia” todos ellos imbuidos en una temática social cercana a la realidad del barrio. Fue el álbum más vendido de la dupla hasta el momento y el pueblo latino esperaba con avidez sus nuevos trabajos.
“Asalto Navideño” 1970 se constituye en el quinto álbum de la pareja de músicos donde al maestro Yomo Toro hace alardes de su virtuosismo dándole un aire puertorriqueño a gran parte de los temas. En este álbum se mezclan el sonido de la música jíbara campesina con el guaguancó cubano y la murga panameña. La canción más popular del disco fue “La Murga” que se constituyó en uno de los temas clásicos de la banda y del repertorio musical salsero; con un contagioso ritmo e inolvidable arreglo de trombones.
En 1971 se publica “La gran fuga” la sexta producción de Colón para Fania. El tema más conocido de este álbum es “Panameña” un tema de seis minutos con fragmentos del folklore puertorriqueño. Este álbum mantiene la estética de los álbumes anteriores donde se evoca la cosmovisión del dúo, que encara la vida como una combinación de alegría y tristeza y donde se producen colores, sabores y sentimientos contrastados.
Luego de seis producciones para el sello Fania y con una propuesta musical en plena evolución, Willie Colón, lanza al mercado “El Juicio 1972”. El álbum cosechó éxitos inmediatos tales como: “Timbalero” un tema que se ha convertido en el modelo que, todos los percusionistas principiantes escuchan y practican, “Piraña” del Tite Curet Alonso, “Soñando despierto” donde aparece un solo de trombón de Willie Colón que asemeja a las antiguas bandas municipales de Puerto Rico y el bolero “Seguiré sin ti” que Lavoe canta con una forma vocal retardada con un estilo entre apasionado y sentimental.
En 1973 Willie Colón produce el álbum Asalto Navideño Vol. 2 que constituye un trabajo destinado al mercado en épocas navideñas y “Lo mato” que fue el trabajo culminante de la trayectoria artística con Héctor Lavoe cuando ambos se encontraban en la plenitud de sus facultades creativas. Willie Colón compone algunas de las mejores canciones de su carrera. Temas como “El Día De Suerte”, “Todo Tiene Su Final” y “Calle Luna, Calle Sol”, son referencia obligada en el repertorio del cancionero musical salsero, engalanadas por la voz de Héctor llena de alma y poesía, demostrando su impecable fraseo y contagioso sentido del humor. Lo mato 1973 es un álbum que cuenta la historia de dos jóvenes artistas que estaban más que preparados para conquistar el mundo musical.
Este último trabajo marcó la separación que se materializa en 1974, luego del agotamiento físico de ambos artistas en una carrera vertiginosa, siempre en ascenso. Willie Colón quería hacer una pausa y emprender su carrera como solista y productor de otros cantantes, luego de haber culminado estudios en composición y arreglos. A la vez, quería desprenderse del sonero que comenzó a depender excesivamente de él y cuyos problemas con las drogas estaban agravándose, lo que acarreaba incumplimientos durante las giras y conciertos por la falta de compromiso de Lavoe para asumir con disciplina, las exigencias artísticas que imponía su carrera como cantante.
En síntesis: "Colón elevó su propuesta al máximo renglón de las escenas musicales, sobre todo porque se logró hilvanar un nuevo concepto musical que combinó el tono pícaro e hiriente de la voz de Lavoe y su apego a las melodías de la canción tradicional boricua, con el interés del osado trombonista de proyectar en su trabajo la evocación nostálgica del sonido de las raíces de la música puertorriqueña, en unión al sonido fuerte y agresivo del mundo urbano que los abrigó".

### 1975-1978: Etapa con Rubén Blades y como productor
Luego de su separación de Lavoe, Colón comenzó un crecimiento personal tomando clases de teoría musical, composición y arreglos orquestales y lanza dos álbumes en solitario uno de ellos puramente instrumental. Posteriormente realizó la producción de los discos de Hèctor Lavoe y se unió a Rubén Blades y otros cantantes en una de sus etapas de mayor intensidad creativa.
En 1975 produce su primer álbum independiente, The good,the bad,the ugly, donde debuta cantando como solista en las canciones "Toma", "Cua cua ra cua cua" y "Guaracha". En este álbum participan Héctor Lavoe en dos temas y Rubén Blades cantando el tema de su autoría "El cazanguero". En este álbum, Colón abordó la vertiente brasileña con la que había coqueteado en anteriores canciones y compuso tres números instrumentales. Este trabajo: "...marcó el cierre formal de su primera orquesta con Héctor Lavoe como su cantante principal, una era de fama definitiva que duró 8 años y además significó el inicio formal de su período sinfónico y su debut como solista, así como el comienzo de una fructífera y larga relación con el panameño Rubén Blades, a quien le toca la difícil tarea de calzar los zapatos de Lavoe en la orquesta".
Ese mismo año produjo, como una especie de tributo junto a Mon Rivera, el álbum Se chavó el vecindario (1975), donde el cantante demuestra con creces por qué lo llaman "el rey del trabalenguas". Este disco está considerado[¿por quién?] como un clásico de bomba y plena, los dos géneros musicales de origen afro en Puerto Rico, en un momento donde Colón estaba explorando las posibilidades del sonido de trombones que el mismo Mon había creado.
Mientras tanto, Héctor Lavoe se lanzó como solista con su álbum La Voz (1975), en el que Willie Colón se encarga de la producción y arreglos de gran parte de las canciones, participando en los coros y aportando el tema que abre el LP, "El todopoderoso". Lo mismo sucede con el segundo álbum de Lavoe en solitario, De ti depende, de 1976.
En el año 1977, Colón produjo una especie de ballet instrumental salsero, El baquiné de angelitos negros, basado en el poema de Andrés Eloy Blanco, que sería su primer álbum. Aquí amplió la orquesta para agregar saxo, flauta, trompetas y violines y prescindiendo de los acompañamientos vocales. Este trabajo obtuvo escasa repercusión pero le sirvió al artista para familiarizarse con diversas tesituras y acompañamientos que luego emplearía en su carrera como solista, en lo que muchos consideran el disco precursor de la salsa sinfónica. Ese mismo año, junto a Celia Cruz graban Only they could have made this album (1977), donde la cantante en manos del talentoso y perfeccionista productor musical muestra un repertorio sólido, un sonido único y la cúspide de su poderío vocal. Así, demostró que era posible lograr el éxito sin la necesidad de apelar al formato de la Sonora Matancera.
A partir de 1977 estrena un nuevo cantante dentro de su orquesta, se trata de Rubén Blades. A pesar de que había cierto escepticismo dentro del sello disquero, esta pareja entró por la puerta grande, alcanzando el éxito inmediato y reclutando a un público joven que no estaba familiarizado con la antigua producción discográfica de Colón, por lo que la gente no echó de menos a Héctor Lavoe, quien por lo demás estaba vigente con banda propia. El éxito con Blades se fundamentó en un sonido más depurado con una orquesta de músicos virtuosos donde se mezclaba la sofisticación y la fuerza en escena, con letras que dieron a la salsa mayores alcances, pues hasta el momento muchas personas lo consideraban un género de música marginal.
En el año 1978, Colón produjo para Héctor Lavoe su tercer álbum como solista, Comedia. El tema emblemático de este álbum, "El Cantante", cuyo autor fue Rubén Blades, debió su éxito, entre otras cosas, al excelente arreglo que hizo Willie para esta canción. Ese mismo año produjo el álbum Siembra, junto a Rubén Blades. Este álbum fue catalogado como uno de los más importantes del género salsa de todos los tiempos y el más vendido del sello Fania. El impacto de este disco llevó a que audiencias de países como Chile, España o Argentina aceptaran la salsa. La excelente música de la banda de Colón, que combinaba experimentación con un gran sentido comercial y rítmico, llevó a este álbum a un éxito avasallador en un momento en que la salsa de Nueva York daba signos de agotamiento y empezaban a destacarse otros enclaves salseros: Puerto Rico, Venezuela y Colombia.
Un año más tarde produce para Héctor Lavoe el álbum Recordando a Felipe Pirela (1979) encargando de gran parte de los arreglos a Carlos Franzetti. En 1980 se encargó de producir para Héctor Lavoe El sabio con los arreglistas: José Febles y José Madera. Paralelamente produjo el álbum doble Maestra Vida (1980) cuyo concepto, letra y música pertenecen a Rubén Blades. Ese mismo año produjo junto a Ismael Miranda el álbum Doble Energía, que relanzó la carrera del cantante, que tenía cuatro años sin editar un disco luego de sus éxitos con la orquesta de Larry Harlow. Para este álbum utilizó su banda de músicos habituales y encargó los arreglos a músicos tan experimentados como Luis García, Héctor Garrido, Marthy Sheller y Jorge Calandreli, logrando un sonido vanguardista dentro de un repertorio donde José Nogueras aportó varios temas.
En 1981, produjo junto a Rubén Blades el álbum Canciones del solar de los aburridos cuyo estilo agresivo de trombones y la letra de algunas canciones rememora su época más exitosa con el cantante Héctor Lavoe. Posteriormente, este álbum sería nominado al Grammy. Además realizó su segundo álbum con la guarachera Celia Cruz, Celia y Willie, que a pesar de no lograr las ventas y cotas artísticas del álbum anterior sirvió para mantener a la cantante dentro del circuito salsero luego de su agotamiento artístico con el músico Johnny Pacheco.
Willie Colón culminó su exitosa asociación artística con Rubén Blades luego de la producción del álbum The last fight (1982), que le permitió aparecer en la película homónima. Ese mismo año produjo otro exitoso trabajo con la cantante Soledad Bravo, Caribe, que relanzó a la cantante venezolana y le abrió las puertas del mundo latino de Nueva York y le permitió grabar posteriormente dos álbumes más. Para el año de 1984 produjo para la cantante Sophy el álbum Sophy en New York con Willie Colón, donde continuó la exploración de los ritmos afroantillanos.

### 1979-1984: Primera etapa como solista
A fines de los años setenta, Willie Colón estaba en la cúspide de su consagración artística y era considerado el productor musical más exitoso del sello Fania Records. Todos los cantantes lo buscaban para proyectar sus carreras, en un momento donde bandas tan exitosas como las de Larry Harlow, Ray Barretto y Eddie Palmieri, comenzaban a mostrar signos de agotamiento dentro de sus propuestas musicales. Colón estaba lleno de proyectos: comenzaba a lanzar su carrera como cantante solista y junto a Rubén Blades formaba la pareja más exitosa del mundo salsero. Además, se daba el lujo de producir a los cantantes más emblemáticos de la escena de New York: Héctor Lavoe, Celia Cruz e Ismael Miranda.
En este escenario y paralelamente a estas asociaciones, Willie Colón emprendió su carrera como solista debutando con el álbum: Solo 1979. Pasaron 10 años para que el artista, que solo había participado en los coros y, que tuvo una participación en tres temas de su álbum de 1975, se lanzara como voz principal en un álbum que fue catalogado simultáneamente como: "pretencioso", "pomposo", "exquisito", "sinfónico" y "sobre producido". Sin embargo, el álbum es catalogado por el sitio web de Fania como "un hito formidable en la historia de la salsa de Nueva York".
Para este debut Colón preparó una banda donde incluye todos los metales de una gran orquesta: Flauta, trompetas, saxos, trombones y tuba; una sección de cuerdas, el cuatro de Yomo Toro y los habituales músicos de su orquesta: Salvador Cuevas en el bajo, Profesor Joe Torres al piano y la sección rítmica compuesta por Josè Mangual Jr, Eddie Montalvo y Jimmy Delgado. Para acompañar en los coros, la voz nasal y limitada de Willie Colón, se recurrió a un grupo femenino que matizó el sonido áspero del que siempre hizo gala el músico. A pesar de todo esto el erudito autor del libro de la salsa César Miguel Rondón criticó al álbum por su dolorosa dulzura y atmósfera de telenovela.
El álbum alcanzó disco de oro en tres semanas y rompió todos los récords de taquilla en su presentación en el Poliedro de Caracas. Entre los temas más sinfónicos del álbum se encuentran: “Nueva York” y “Juancito” donde se narra el choque cultural que experimenta un jibarito que se traslada a New York; este tema fue alabado por Rubén Blades. Sin embargo, los temas más radiados fueron: "Nueva York", “Sin Poderte Hablar”, “Tú Eres Tú”, “Mentiras Tuyas” y "Julia" banda sonora de Julio Sánchez Cristo. El álbum presenta varios temas orquestales con la Orquesta Filarmónica de Puerto Rico y Colón es el compositor de ocho de los diez temas.
Dos años más tarde produjo y productor de su segundo álbum como solista: “Fantasmas” 1981 el cual continuó con los coros femeninos, siendo su estructura menos ambiciosa en cuanto a la orquestación y la producción en general. Colón compuso cinco de las ocho canciones del disco, donde destacaron: “Amor Verdadero”, "Celo", "Sueño De Papelote", “Oh, Qué Será?” del compositor brasileño Chico Buarque y “Toma Mis Manos” la canción que cierra el álbum. "Este disco presentó, dentro de un contexto histórico, a un músico desarrollado, que desde un humilde comienzo en Nueva York, se convirtió en una de las más reconocidas personalidades del gremio salsero".
Mientras la salsa romántica hacía su aparición y adquiría gran popularidad en medio del desgaste de los ritmos afroantillanos, Willie Colón estaba en la búsqueda de nuevas formas musicales en un proceso creativo e innovador de quien nunca tuvo problemas en nadar contra la corriente. "Corazón Guerrero" 1982, el tercer álbum en solitario de Willie Colón, fue un producto que exploró la amplia gama de ritmos latinos en un marco de influencias anglosajonas que muchos han calificado como uno de los primeros trabajos de Pop latino. Colón se rodeó de músicos excepcionales creando un ambiente musical neo concertista. Canciones como "Corazón guerrero", "Suéltale el rabo al dragón", "Dormido no" y el popular tema de Carole King "Will you still love to me tomorrow" (versionado como "Que pasará mañana") son muestras de un trabajo que sirvió de guía a los movimientos innovadores de aquel momento.
En 1983 Willie Colón y Héctor Lavoe se unen en el álbum Vigilante. Para aquel entonces Lavoe llevaba dos años sin grabar y su comportamiento errático había llevado su carrera a un futuro incierto. Por su parte Colón estaba encarando la disolución de su binomio de seis años con Rubén Blades. Este álbum presentó sólo cuatro temas, siendo Colón el cantante del tema homónimo, destinado originalmente a ser parte de la banda sonora de un film homónimo en el que Willie encarnó al maleante Rico Meléndez. Los otros temas fueron cantados por un Lavoe en plenitud de forma, donde destacan "Triste y Vacía" y "Juanito Alimaña", de Tite Curet Alonso, que se convirtió en un éxito instantáneo.
Tiempo Pa’ Matar (1984) es la despedida formal de Willie Colón de Fania Records. En este trabajo continúa explorando nuevas sonoridades y fusiones rítmicas además de letras jocosas como en la canción "El diablo". En este álbum se produce la sustitución del "profesor" Joe Torres por el pianista Jorge Dalto e incluye al flautista Mauricio Smith, que fue protagonista en varios temas. Entre las canciones destacadas del álbum se encuentran "Tiempo pa’ matar" y "Callejón sin salida", firmadas por el propio Willie, donde se rememoran tiempos pasados de la vida en el barrio, mezclados con temas políticos y autobiográficos. El tema de mayor éxito radial resultó ser "Gitana", el cual posee evidentes aires españoles y cuya autoría pertenece a "Manzanita".

### 1985-1998: Nueve álbumes y colaboraciones internacionales
A mediados de los años 1980, Fania Records estaba en medio de una debacle financiera, la que otrora fue una de las compañías disqueras más poderosas del mundo latino y por la que desfilaron los más connotados artistas de la música afro caribeña, hizo inversiones en negocios y películas que no tuvieron el éxito esperado. Con la partida de Rubén Blades y posteriormente de Willie Colón su más connotado productor musical, la compañía se sumerge en una especie de limbo del que nunca saldría. Nueva York dejó de ser el epicentro de la salsa que se desplazó hacia Puerto Rico con las orquestas de Cheo Feliciano, Bobby Valentín, Roberto Roena y La Sonora Ponceña; Venezuela con Oscar D'León y Colombia con el Grupo Niche.
En este contexto donde el boom de la salsa neoyorquina llegaba a su final remplazado por otras propuestas musicales más actualizadas como la salsa romántica y el merengue, Willie Colón produce su quinto álbum como solista: Criollo 1984. Apoyado en los arreglos de Marty Sheller, se lanza en una aventura donde compone y versiona varios temas de autores brasileños que exploran diversas tendencias rítmicas, dentro de una estética progresista y comprometida. Los temas más destacados fueron: “La era nuclear”, “Me das motivo” (Sullivan-Massadas), “Miel” (Caetano Veloso-Wally Salomao) y “Son ellos” (Tunal y Sergio Natureza); este último dedicado a los cantantes ciegos Stevie Wonder, José Feliciano y Ray Charles. Este álbum fue producido para el sello RCA.
En 1986 produce para el sello venezolano Sonográfica su sexto álbum de estudio como solista, donde regresa a la salsa como expresión musical principal. El disco presenta temas bailables como: “Lo que es de Juan” y “Soltera”. Además presenta un popurrí de canciones de su época con Lavoe de más de 10 minutos de duración donde se incluyen los temas: Che Che Colé, Barrunto, Te Conozco y Calle Luna Calle Sol. Este álbum fue reeditado en 2011 con el nombre: “Pregunta por ahí” un bolero que formó parte de esta producción discográfica.
Un año después produce para Celia Cruz un tercer disco para el sello Fania que fue muy poco promocionado: “The Winners" 1987. Aunque las canciones tienen los ingredientes necesarios para haber sido más conocidas, la época en que fue lanzado, atentó contra el éxito, para aquel entonces Celia Cruz estaba incursionando en el ambiente de la ciudad de Miami donde se convertiría en una artista del pop latino.
Tres años después de su último trabajo regresa con nueva banda: Legal Aliens, para grabar su séptimo álbum solista Top Secrets 1989 siendo el autor de cuatro de las ocho canciones del álbum. Willie Colón había regresado brevemente a la Fania para producir el disco de Celia Cruz de 1987 y el de Héctor Lavoe “Strikes Back”, por lo que este álbum es grabado para Fania Records. Este trabajo descansa mayormente sobre los teclados y un frente trombón/saxofón que ofreció nuevas posibilidades sonoras; coqueteando con influencias del r&b y el funk.
El primer sencillo promocional fue “Primera noche de amor” pero lo que convirtió a este disco en un clásico, fue el éxito “El gran varón” de Omar Alfanno que devolvió a Colón a la palestra internacional, a pesar de las posiciones de los activistas gais. Otras canciones destacadas fueron «Así es la vida» donde Colón retoma sus crónicas como narrador de lo cotidiano y el sólido y bailable tema: «Nunca se acaba» donde el coro reza: “Sepan que esto no se va/La salsa nunca se acaba”.
Un año más tarde, en 1990, Colón presenta su octavo álbum de estudio denominado: Color americano. El cantante venezolano Amilcar Boscan y el propio Willie componen tres temas cada uno. Además contiene la versión del tema de Juan Gabriel «Hasta que te conocí». Este álbum tuvo escasa repercusión comercial siendo los sencillos: «Aerolínea desamor» y «Vida nocturna».
En 1991 Colón trae su noveno trabajo: Honra y cultura que continuó en la línea ascendente de una carrera que no se regocijó en éxitos anteriores y continuaba en la búsqueda de nuevas expresiones musicales y temas que encararan de forma constructiva la hispanidad y el despertar de la conciencia. A través de un mensaje antibélico y haciéndose eco de temas como la contaminación, las dictaduras, las drogas y la desigualdad, Colón realiza un sólido trabajo. Las canciones más emblemáticas fueron: «No», «Quinientos años» y “«Divino maestro», en donde aparecen solos de Yomo Toro y del propio Colón.
Hecho en Puerto Rico lanzado en 1993 es un álbum grabado con músicos puertorriqueños como: Papo Lucca, Bobby Valentín, Tito Allen, Isidro Infante y Cucco Peña que fue el productor. El álbum marca el retorno a las raíces ancestrales del músico neoyorquino y presenta números bailables y de gran calidad como: «Yo te podría decir», «Desde hoy» y el éxito «Idilio» cantado a dúo con Cucco Peña que irrumpió con fuerza en las emisoras de radio de todo el Caribe.
El álbum: Tras la tormenta de 1995 marca un nuevo capítulo de una de las colaboraciones más exitosas de la salsa: la del trombonista, arreglista y vocalista Willie Colón y el compositor y sonero Rubén Blades. El álbum posee el sonido poderoso, inconfundible y oscuro de la orquesta de Willie Colón y una elección de temas de gran factura artística donde el propio Blades aporta cinco temas y Amílcar Boscán presta dos de sus canciones a Willie Colón. Entre las canciones más interesantes del álbum son aquellas que los dos cantantes cantan a dúo: «Dale paso», «Tras la tormenta» y «Doña Lele», un tema de Jorge Guzmán que narra de una forma poética la historia de una mujer desahuciada. Sin embargo, el tema más popular del álbum fue "Talento de televisión", cantado por Willie y que a la larga sería uno de sus más grandes éxitos. En ese año, fue el primer latino en ser parte de la directiva nacional de ASCAP. En 1996 fue reconocido como uno de los 100 hispanos más influyentes de Estados Unidos por Hispanic Business Magazine. El 1 de septiembre de ese mismo año, recibió un Grammy Especial por su trayectoria y su contribución a la música.
Cerrando la década de los noventa Willie Colón produce los álbumes: Y vuelve otra vez 1996 y Demasiado corazón 1998 completando un total de diez trabajos musicales en el período 1984-1998. En estas producciones Colón acusa cierto desgaste como compositor acudiendo a varios artistas que le cedieron sus temas entre los que destacó Amílcar Boscán quien cedió a Colón: «Cayo condón». Además se versionaron temas de Eros Ramazzotti, Pedro Guerra y Joan Manuel Serrat. Debe destacarse que la canción: «Demasiado corazón» fue utilizado como tema de una telenovela homónima.

### 1999-2023: Párate musical, regreso conEl Malo IIy posible retiro
Luego de estos trabajos musicales, Willie Colón entró en una larga pausa musical que rompió luego de diez años con lo que sería su último álbum de estudio: El Malo vol. II: Prisioneros del mambo, lanzado el 21 de noviembre de 2008, cuya producción duró más de dos años y en el que se incluyó: Salsa, balada, música urbana y música puertorriqueña. Entre los temas destacan: «Héctor Lavoe Medley» donde Colón canta las canciones: «Periódico de ayer», «El todopoderoso» y «El cantante». Otros temas destacados fueron: «Cuando me muera» «Narco mula» y el «El brujo». En este disco Willie Colón es el compositor de ocho temas mientras que Amílcar Boscán aporta tres canciones.
En 2010, Colón es invitado a grabar junto al cantante colombiano Fonseca la canción «Estar lejos», la cual es nominada a los Premios Grammy Latinos como mejor canción tropical del año. Un año después lanzó su cuarto y último álbum en vivo: Live In The Netherlands, de ocho sencillos junto a Rubén Blades. En 2013 participó de los Premios Grammy Latinos, cerrando la noche junto a Fania All-Stars en un tributo a la salsa. En el 2014, Willie Colón coproduce, compone y canta junto al dúo panameño Gaitanes, la canción «De que me vale». Logran posicionarse entre los mejores 25 de Billboard. En 2018 lanzó tres sencillos, «The beat» junto a su hijo Justin Colón, «Fuego al barrio» y «Se baila mejor». En 2020 colaboró con Reykon en «Perriando (Remix)» y también en «Los olores del amor» con Amílcar Boscán. 
El 27 de diciembre de 2023, mientras daba un show en Cali, sufrió una descompensación que provocó que tuviera que frenar su show, tras esto, anunció vía Instagram que tuvo problemas migratorios y no pudo descansar lo suficiente para estar listo para el concierto. También abrió hipótesis acerca de un futuro retiro de la música y los escenarios.

## Legado e influencias
Willie Colón es un pintor de los rostros de su gente, un artista que plasmó en sus canciones –con su sonido fuerte– la conciencia de una generación que exigía el respeto social y que luchó por la vindicación de sus condiciones de vida. América Salsa describió: "su música refleja, a la vez, una lírica tradicional rítmica y el llanto de adiós y esperanza de una nueva generación, forzada a abandonar su tierra para congregarse en la urbe estadounidense". Aunque hubo otros músicos de la época que asumieron la misma línea temática, nadie mejor que él supo conjugar en armonías el sentimiento de desgarro y desamparo de la diáspora.
En unión con Rubén Blades, realizó una gesta que trastocó la salsa y mostró la amplia capacidad del género para navegar por lugares que nunca se habían hecho eco de su rítmica; abordando las temáticas más diversas y rompiendo los parámetros de las radio-emisoras sobre los tiempos de duración de las canciones. El desarrollo de la propuesta del dueto fue avasallador en éxitos y delineó el compromiso social al frente de las filas que abogan por la igualdad de derechos y la justicia social.
Su sonido, de gran impacto, agresividad y sabor (influenciado en un comienzo por bandas de rock con vientos como Chicago, Blood, Sweat & Tears o incluso Tijuana Brass), muy pronto se empezó a depurar pues, desde muy temprano, comenzó a experimentar con una serie de ritmos y temáticas que pocas veces se habían utilizado en la salsa. En su etapa de solista y productor, son famosas las versiones de temas brasileros (principalmente de Chico Buarque) que Colón realizó con su propio estilo, caracterizado por el empleo de trombones, el cual en varias combinó con sofisticados arreglos orquestales, cuerdas y coros femeninos, convirtiéndose en el mejor ejemplo de lo que en la salsa se conoció como el "sonido de Nueva York".
Su principal característica como músico ha sido la fusión de ritmos, siendo un artista que ha sabido adaptar la música propia de cada época con los ritmos latinos en su esencia más original. Por ello, no es de extrañarse oírle desde un Shing-a-ling en su primer disco, hasta su "Lowrider" en uno de sus últimos materiales grabados, pasando por su versión de "Fragilidad" del disco "Honra y cultura" 1991, donde versiona a Sting, o en los años 70, cuando grabó Solo y El Baquiné de los Angelitos Negros, discos en los que rompe con el modo convencional de la salsa para presentar trabajos personales con un sonido novedoso, acompañados de tubas, chelos y flautas.
Se lo destaca como el precursor de la salsa, música ideal para tratar temas de las clases marginadas, pero que poco a poco alcanzó otras audiencias sin perder su rebeldía original. Este experimento le dio unidad a la música que se hacía en el entorno de Nueva York, al asimilar los ritmos caribeños, latinoamericanos y norteamericanos y crear un sonido moderno, agresivo y bastante experimental, si bien no niega la influencia de la música cubana en la salsa, afirma que ésta no es equivalente a "salsa", pues ha dicho que él: puede dar un concierto de dos horas sin interpretar ningún ritmo cubano y a pesar de esto, tocar salsa. Al respecto es famosa su frase "la salsa no es un ritmo, es un concepto".

## Actividades institucionales
Actividades políticas
Como líder comunitario, se ha dedicado a la lucha por los derechos civiles, además de ser presidente de la Asociación de Artes Hispanos, en su gestión construyó el Centro Cultural Julia de Burgos de Nueva York. Fue miembro de la junta directiva de la comisión latina sobre Sida, miembro de la Fundación Pro Inmigrantes de la ONU y presidente de la Coalición para un Mejor Nueva York. En 2001 Willie fue el único candidato Latino para el puesto de defensor público de la ciudad de Nueva York por el partido demócrata, acumulando la cifra de 101 394 votos.
En 1999, fue parte de la delegación Jubilee 2000, un movimiento de coalición internacional en más de 40 países que pidieron la cancelación de la deuda del tercer mundo hacia el año 2000. Este movimiento coincidió con los grandes festejos, la celebración del año 2000 en la Iglesia católica. Colón junto a otros inminentes de distintas disciplinas como economista Jeffrey Sachs de la Universidad de Harvard, Bono, de la banda de rock U2, Quincy Jones, Muhammad Ali, Bob Geldof, y otros, instaron a Juan Pablo II a firmar una petición que llevaron al presidente Clinton quien perdonó 14% de la parte de la deuda que pertenecía a EE. UU.
En 2004, dio un discurso para el Congreso de la República del Perú para fomentar la integración social latinoamericana. En 2013 interpretó el tema "Mentira fresca", donde hace alusión a la situación sociopolítica que imperaba en Venezuela tras el fallecimiento del presidente Hugo Chávez. En el mismo critica duramente a Nicolás Maduro aludiendo a sus erradas prácticas políticas que a su juicio agravaron la crisis que se vive en ese país. En 2015 se mostró a favor del matrimonio igualitario en Perú.
Oposición a empresarios
Colón también se ha caracterizado por sus fuertes posiciones contra varios de los empresarios que manejan el actual mercado discográfico, así como contra los premios Grammy Latinos, que a su juicio se han manejado con criterios muy diferentes a los musicales. Igualmente, ha sido muy comentada la demanda que Colón interpuso en contra de su antiguo compañero de fórmula Rubén Blades por un concierto en Puerto Rico en donde se celebraban los 25 años del álbum Siembra y no recibió pago alguno. Tiempo después Colón retiró la demanda al llegar a un acuerdo extra juicio con el empresario de dicho evento. Aún hoy en día sus fanáticos esperan una reconciliación con Rubén Blades, seguida de un nuevo álbum y una nueva gira de conciertos.

## Vida privada

Willie Colón es teniente adjunto del Departamento de Seguridad Pública del condado de Westchester.

Colón está casado con Julia Colón Craig, a quien conoció en 1980 y tiene cuatro hijos. Sus intereses fuera de la música son la navegación, aviación (es piloto privado con licencia) y la programación de computadoras.

## Discografía
| Con Héctor Lavoe - 1967: El Malo - 1968: The Hustler - 1969: Guisando: Doing a job - 1969: Cosa Nuestra - 1970: Asalto Navideno, Vol. 1 - 1971: La gran fuga - 1972: El Juicio - 1973: Lo mato - 1973: Asalto Navideno, Vol. 2 - 1975: The Good, the Bad and the Ugly - 1983: Vigilante | Como solista - El Baquiné De Angelitos Negros (1977) - Solo (1979) - Fantasmas (1981) - Corazón Guerrero (1982) - Criollo (1984) - Tiempo pa Matar (1984) - Contrabando (1985) - Color Americano (1990) - Honra y Cultura (1991) - Hecho en Puerto Rico (1993) - ¡Y Vuelve otra vez! (1996) - Demasiado Corazón (1997) - El Malo vol. II: Prisioneros del mambo (2008) |

| Con Rubén Blades - ¡Metiendo Mano! (1977) - Siembra (1978) - Canciones Del Solar De Los Aburridos (1981) - The Last Fight (1982) - Tras la tormenta (1995) | - There Goes The Neighborhood (con Mon Rivera) (1975) - Doble Energía (con Ismael Miranda) (1980) - Only They Could Have Made This Album (con Celia Cruz) (1977) - Celia y Willie (con Celia Cruz) (1981) - The Winners (con Celia Cruz) (1987) - Top Secrets (con Legal Alien) (1989) |

| - Siembra (Live) (con Rubén Blades) (1980) - El Poliedro De Caracas Tembló (con Rubén Blades) (1988) - Asalto Navideño ¡Live Puerto Rico! (2010) - Live In The Netherlands (con Rubén Blades) (2011) | - Su Vida Musical (1982) - The Best II (1995) - Greatest Hits (2008) - Mis Favoritas (2010) - Anthology (2012) - Salsa - Mis Mejores Exitos (2023) |

## Filmografía
| Año  | Título                 | Tipo de filme |  |
| ---- | ---------------------- | ------------- |  |
| 1983 | The last fight         | Película      |  |
| 1983 | Vigilante              | Película      |  |
| 1986 | La intrusa             | Telenovela    |  |
| 1988 | Salsa                  | Película      |  |
| 1994 | It Could Happen to You | Película      |  |
| 1998 | Demasiado corazón      | Telenovela    |  |
| 2005 | Corazón partido        | Telenovela    |  |

## Premios y nominaciones
Premios Grammy
| Año  | Categoría(s)                | Nominación                   | Resultado | Ref. |
| ---- | --------------------------- | ---------------------------- | --------- | ---- |
| 1984 | Mejor álbum latino tropical | Corazón Guerrero             | Nominado  |      |
| 1985 | Mejor álbum latino tropical | Criollo                      | Nominado  |      |
| 1987 | Mejor álbum latino tropical | Especial No. 5               | Nominado  |      |
| 1987 | Mejor álbum latino tropical | The Winners (con Celia Cruz) | Nominado  |      |
| 1990 | Mejor álbum latino tropical | Top Secrets                  | Nominado  |      |
| 1991 | Mejor álbum latino tropical | Color Americano              | Nominado  |      |
| 1994 | Mejor álbum latino tropical | Hecho en Puerto Rico         | Nominado  |      |